# Henry Chartier
 (août 2011).
Si vous disposez d'ouvrages ou d'articles de référence ou si vous connaissez des sites web de qualité traitant du thème abordé ici, merci de compléter l'article en donnant les références utiles à sa vérifiabilité et en les liant à la section « Notes et références ».
Henry Chartier, né en 1973, est un auteur français spécialisé dans l'écriture d'ouvrages consacrés à la musique.

## Biographie
Henry Chartier publie son premier ouvrage, consacré à Nino Ferrer, en 2007. On lui doit également le premier ouvrage français consacré au chanteur Nick Drake (paru en 2008), le premier livre uniquement consacré à la carrière solo de Paul McCartney (sorti en 2011) ainsi qu'une encyclopédie du rock satanique. Il a également été le traducteur de la biographie Nick Drake. La face cachée du soleil écrite par le britannique Patrick Humphries et publiée en 2009. En 2011, il publie la première biographie consacrée au chanteur Christophe.